# Worawut Wangsawad
Worawut Wangsawad (Thai: วรวุฒิ วังสวัสดิ์; * 16. September 1981 in Samut Prakan) ist ein thailändischer ehemaliger Fußballspieler auf der Position eines Mittelfeldspielers.

## Karriere
Seine Karriere begann Worawut vermutlich mit 20 Jahren beim FC Osotspa M-150. Insgesamt spielte er für den Verein sechs Jahre und absolvierte in dieser Zeit 104 Spiele. Mit dem Verein konnte er zweimal Vizemeister werden, 2002 und 2006. Zudem gewann er mit dem Klub dreimal in Folge den Queen’s Cup, von 2002 bis 2004. 2002/03 nahm er mit der Mannschaft an der AFC Champions League teil. Auch er konnte nicht verhindern, dass der Verein mit null Punkten und nur einem Tor die Gruppenphase nicht überstand. 2007 spielte er mit seinem Verein im AFC Cup, doch erneut konnte er sich nicht über ein Weiterkommen freuen. Seit 2009 spielt Worawut für den TTM Samut Sakhon FC.
Für die thailändische Nationalmannschaft spielte er für U-19 als auch für die U-23. Dabei nahm er mit der U-23 an den Asienspielen 2002 teil und erreichte mit der Mannschaft den 4. Platz. Zudem stand er im Kader der U-23, die um die Qualifikation zu den Olympischen Sommerspielen 2004 kämpfte.

## Auszeichnungen und Erfolge

### Erfolge als Spieler

#### FC Osotspa
- Thailand Premier League Vizemeister 2001/02, 2006
- Queen’s Cup Gewinner 2002, 2003, 2004
- Supercup Gewinner 2007

#### Nationalelf
- Asienspiele 4. Platz 2002 (U-23)
- Teilnahme an der Endrunde zur U-19-Fußball-Asienmeisterschaft 2000

## Erläuterungen/Einzelnachweise
1. ↑  rsssf.org: Übersicht über die Saison
2. ↑  thaifootball.com: Kader mit Bild (Memento des Originals vom 8. September 2017 im Internet Archive)  Info: Der Archivlink wurde automatisch eingesetzt und noch nicht geprüft. Bitte prüfe Original- und Archivlink gemäß Anleitung und entferne dann diesen Hinweis.

| Personendaten    | Personendaten                 |
| ---------------- | ----------------------------- |
| NAME             | Worawut Wangsawad             |
| KURZBESCHREIBUNG | thailändischer Fußballspieler |
| GEBURTSDATUM     | 16. September 1981            |
| GEBURTSORT       | Samut Prakan                  |